# Halgania preissiana
Halgania preissiana är en strävbladig växtart som beskrevs av Johann Georg Christian Lehmann. Halgania preissiana ingår i släktet Halgania och familjen strävbladiga växter. Inga underarter finns listade i Catalogue of Life.